# Зъботехника
Зъботехниката е медицинска специалност, придобивана след тригодишно обучение в Медицински колеж с образователно-квалификационна степен „Професионален бакалавър“. Професионалното направление на специалността „Зъботехника“ от 1997 г. е „дентална медицина“, а след 2005 г. е „здравни грижи“. Зъботехникът е част от екип ръководен от дентален лекар. Той изработва зъбопротезни конструкции, ортодонтски апарати и ортопедични шини. Активно участва при възстановяване на дефекти на зъбните редици.